# Лиса Тадео
Лиса Тадео (на английски: Lisa Taddeo) е американска журналистка, филмова продуцентка и писателка на произведения в жанра социална драма и документалистика.

## Биография и творчество
Лиса Тадео е родена през 1980 г. в Шорт Хилс, Ню Джърси, САЩ. Баща ѝ, Питър Тадео, е италиански американски лекар, а майка ѝ Пиа е касиерка на щанд за плодове от Италия. Баща ѝ умира в автомобилна катастрофа. Първоначално Лиса Тадео следва в Нюйоркския университет, но се прехвърля в университета „Рътгърс“. Получава магистърска степен по изящни изкуства по художествена литература в Бостънския университет.
След дипломирането си работи като асоцииран редактор в списание „Голф“. Пише материали за списанията „Искуайър“, „Ню Йорк“, „Блясък“, „Ел“, и други. Нейни публикации са антологизирани в „Най-добър американски спортен текст“ и „Най-добър американски политически текст“.
Първият ѝ разказ, „Последните дни на Хийт Леджър“, е публикуван в списание „Искуайър“. За разказите си получава два пъти наградата „Пушкарт“ – през 2017 г. за разказа „42” в списание „Ню Игланд Ревю“ и през 2019 г. за разказа „Крайградски уикенд“ в „Гранта“. През 2017 г. за своята художествена литература получава наградата „Уилям Холоднок“ и наградата „Флорънс Енгел Рандал“.
През 2019 г. е издадена първата ѝ книга „Три жени“. Тя е документална проза представяща историите на три отделни жени, за техните драматични преживелици, за раната на сексуалността, откровени и честни истории представени от името на самите тях, през погледа само на жената. Авторката пише книгата в продължение на осем години, разговаряйки с тях и проучвайки живота и дейността им, включително социалните мрежи, статии и съдебни документи, и много засегнати лица. Книгата става бестселър №1 в списъка на „Ню Йорк Таймс“ и през 2020 г. получава наградата за книга на годината за документалистика на Британските литературни награди. През 2023 г. книгата е екранизирана в едноименния сериал с участието на Шейлийн Удли и Бети Гилпин, а авторката е негов изпълнителен продуцент.
През 2021 г. е издаден първият ѝ роман „Животно“. Той представя история, както за сестринството, така и женската ярост, чрез антигероинята Джоан, която е 36-годишна жена, която бяга от Ню Йорк за Лос Анджелис след насилствена смърт.
Омъжва се през 2014 г. и има дъщеря. Лиса Тадео живее със семейството си в Личфийлд, Кънектикът.

## Произведения

### Самостоятелни романи
- Animal (2021)[1][2][3][4]

### Сборници
- Ghost Lover (2022)[1][3]

### Документалистика
- Three Women (2019) – Британска литературна награда за документалистика[1][2][3]
Три жени, изд. „Милениум“ (2021), прев. Боримир Паскалев

### Екранизации
- 2023 Three Women – тв сериал, 10 епизода
- 2023 Lois & Varga – тв сериал, по разкази